# Thelypteris opulenta
Thelypteris opulenta là một loài thực vật có mạch trong họ Thelypteridaceae. Loài này được (Kaulf.) Fosberg miêu tả khoa học đầu tiên năm 1972.